# Jô Serfaty
Juliana Serfaty més coneguda com a Jô Serfaty (Rio de Janeiro, 1983) és una directora i guionista de cinema.
Va estudiar cinema a la PUC-Rio, també a Nova York on va estudiar direcció durant set mesos. Va fer un postgrau en guió a la PUC-Rio. Va acabar els seus estudis fent el màster de cine a la UFF i ha escrit i dirigit quatre curtmetratges.
L'any 2014, mentre Serfaty donava classes de cinema per a joves, va proposar als seus alumnes que anessin enregistrant petits videos que, muntants junt amb plans professionals, s'acabarien convertit en Diário de Férias. Aquest treball escolar va ser l'embrió que, amb el temps, es va convertir en Um Filme de Verão, el seu primer llargmetratge. La pel·lícula va ser seleccionada per diversos festivals de cinema internacionals a Montevideo, Lisboa, Göteborg, Mar del Plata o Madrid. Va ser premiada com a millor pel·lícula del festival barceloní de cinema independent L’Alternativa i del peruà Transcinema.
La seva obra versa sobre temes polítics i socials, com la marginalitat i la vida a les favelas.

## Obra
Llargmetratge
- Um Filme de Verão (2019)

Curtmetratges
- Confete (2012)
- Sobre a mesa (2013)
- O Peixe (2014)
- A ilha do Farol (2016)